# UCI Women's ProSeries 2023
De UCI Women's ProSeries 2023 is de vierde editie van deze internationale wielercompetitie voor professionele rensters georganiseerd door de UCI. Deze serie is het tweede niveau, onder de Women's World Tour en boven de continentale circuits.
Voor 2023 werden acht koersen op de kalender opgenomen, waarvan vijf eendaagse en drie meerdaagse wedstrijden. Ze vonden allemaal plaats op het Europese vasteland. Drie koersen werden verreden in België, twee in Spanje en een in Duitsland, Italië en Luxemburg. De eerste wedstrijd, de Wielerweek van Valencia, werd van 16 tot en met 19 februari verreden. De laatste wedstrijd, de Ronde van Emilia, vond plaats op 30 september. 
Ten opzichte van het jaar ervoor werden de Omloop Het Nieuwsblad en de Ronde van Zwitserland gepromoveerd naar de UCI Women's World Tour. De Wielerweek van Valencia en de Clásica Féminas de Navarra werden gepromoveerd uit het continentale circuit.

## Kalender
| Data           | Wedstrijd                  | Winnaar               | Team                           |
| -------------- | -------------------------- | --------------------- | ------------------------------ |
| 16-19 februari | Wielerweek van Valencia    | Justine Ghekiere      | AG Insurance-Soudal Quick-Step |
| 15 maart       | Nokere Koerse              | Lotte Kopecky         | Team SD Worx                   |
| 29 maart       | Dwars door Vlaanderen      | Demi Vollering        | Team SD Worx                   |
| 12 april       | Brabantse Pijl             | Silvia Persico        | UAE Team ADQ                   |
| 29-30 april    | Festival Elsy Jacobs       | Ally Wollaston        | AG Insurance-Soudal Quick-Step |
| 10 mei         | Clásica Féminas de Navarra | Riejanne Markus       | Team Jumbo-Visma               |
| 23-28 mei      | Ronde van Thüringen        | Lotte Kopecky         | Team SD Worx                   |
| 30 september   | Ronde van Emilia           | Cecilie Uttrup Ludwig | FDJ-Suez                       |

Wielerweek van Valencia · 
Nokere Koerse · 
Dwars door Vlaanderen · 
Brabantse Pijl · 
Festival Elsy Jacobs · 
Clásica Féminas de Navarra · 
Ronde van Thüringen · 
Ronde van Emilia